# 約束のしおり
「約束のしおり」は、ACE COLLECTIONの楽曲。5作目のデジタル配信限定シングルとしてENS entertainmentより2020年1月15日に各音楽配信サービスにてリリースされた。

## 概要
- このシングルが収録されるミニアルバムのリリースでユニバーサルミュージックからのメジャーデビューとなった[2]。
- 本楽曲は、イオンエンターテイメント配給映画『明日、キミのいない世界で』の主題歌となっている[3]。
- 1月13日に映画のキャストが出演するショートバージョンのミュージックビデオが公開され[4]、楽曲配信開始日の0時にミュージックビデオがYouTubeにてプレミア公開された[5]。

## 収録内容
1. 約束のしおり
作詞作曲:たつや◎
編曲:ACE COLLECTION